# سروی‌مانکی
سِروِی‌مانکی (به انگلیسی: SurveyMonkey) شرکت اجاره دهنده نرم‌افزار ابری بنیان برای برآورد آنلاین است. این شرکت در سال ۱۹۹۹ از سوی راین و کریس فینلی تأسیس شد. سروی‌مانکی در بیش از ۱۹۰ کشور جهان ۶۰۰٬۰۰۰ کاربر دارد.